# Оболенский, Никита Васильевич Хромой
Никита Васильевич Оболенский по прозвищу Хромой (ум. 1540, Владимир) — князь, боярин, наместник и воевода на службе у московского князя Василия III и Ивана IV. Происходил от Святого Михаила Черниговского. Сын князя Василия Никитича Оболенского. Рюрикович в XIX поколении, один из многочисленных князей Оболенских, служивших московским князьям. Родной брат Ивана Васильевича Курли.

## Служба Василию III
Первый воевода  левой руки в первом походе московского князя на Смоленск (1512). Пожалован в бояре (1513). Участвует во втором походе на Смоленск, у Дорогобужа воевода правой руки (1513). В третьем Смоленском походе воевода правой руки и после взятия Смоленска, участвует в походе под Оршу, где принял участие в сражении, завершившемся разгромом русской армии (1514). Воевода левой руки на Вошанах (1517).
Участвует в свадьбе Василия III с Еленой Глинской (1526). Воевода, стоял с полком у Ростиславля, потом в Кашире (июль 1531), вызван в Москву (август 1531). Первый воевода Передового полка в походе к Нижнему-Новгороду (октябрь 1531). Ходил с царевичем Джан-Али для возведения его на казанский престол (1532).

## Служба при Иване Грозном
При воцарении Ивана IV Васильевича Грозного — боярин и Член Верховной Думы. Во время русско-литовской войны отражал нападение литовского князя Александра Вишневецкого на Смоленск и гнал его несколько вёрст (сентябрь 1534). Второй воевода Большого полка в походе на Литву, доходил до Вильны (октябрь 1534), опустошая все проходимые места и вернулся назад не потеряв ни одного человека (март 1535). Послан правительницей Еленой Глинской в Старицу, уговорить князя Андрея Ивановича Верейского приехать в Москву, но тот бежал и князь Никита Васильевич, вместе с князем Иваном Телепневым-Оболенским, послан для его перехвата (1537), и когда князь Андрей ушёл на Новгород, князь Оболенский был послан туда, готовить город к обороне и приведения жителей к присяге.
При нападении казанского хана Сафа Гирея на восточные окраины послан вторым воеводою Большого полка в Муром и Владимир для защиты этих мест (1540). В том же году умер во Владимире, приняв иночество с именем Нил. Имел бездетного сына Даниила Никитича.